# Musée national d'histoire de Roumanie
Le musée national d'histoire de Roumanie (en roumain: Muzeul Național de Istorie a României) est un musée d'histoire situé sur la Calea Victoriei à Bucarest, en Roumanie. Il fut inauguré en 1970 dans l'ancien palais des Postes, jadis siège de la Poste roumaine, qui abrite également le musée de la philatélie.
Le musée national d'histoire de Roumanie présente des artéfacts, des œuvres d'art historiques, des militaria et des plans, cartes, maquettes et panneaux couvrant l'histoire de la Roumanie de la préhistoire jusqu'aux temps modernes.
Les expositions permanentes présentent notamment un moulage en plâtre de la totalité de la colonne Trajane, les bijoux de la Couronne roumaine, et le trésor de Pietroasa.
Depuis 2007, le musée est en reconstruction. Les travaux ont permis de mettre au jour, juste sous les fondations du bâtiment, un site archéologique médiéval, datant de la Principauté de Valachie.
Le 25 janvier 2025, les autorités néerlandaises ont annoncé que le Casque de Coțofenești avait été volé au Drents Museum d'Assen, où il avait été prêté pour une exposition temporaire Dacie - Empire d'or et d'argent. Plusieurs médias roumains ont annoncé le limogeage du directeur en place car le prêt de cet artéfact de grande importance culturelle n'avait pas reçu l'aval de toutes les autorisations administratives nécessaires.

## Galerie photographique

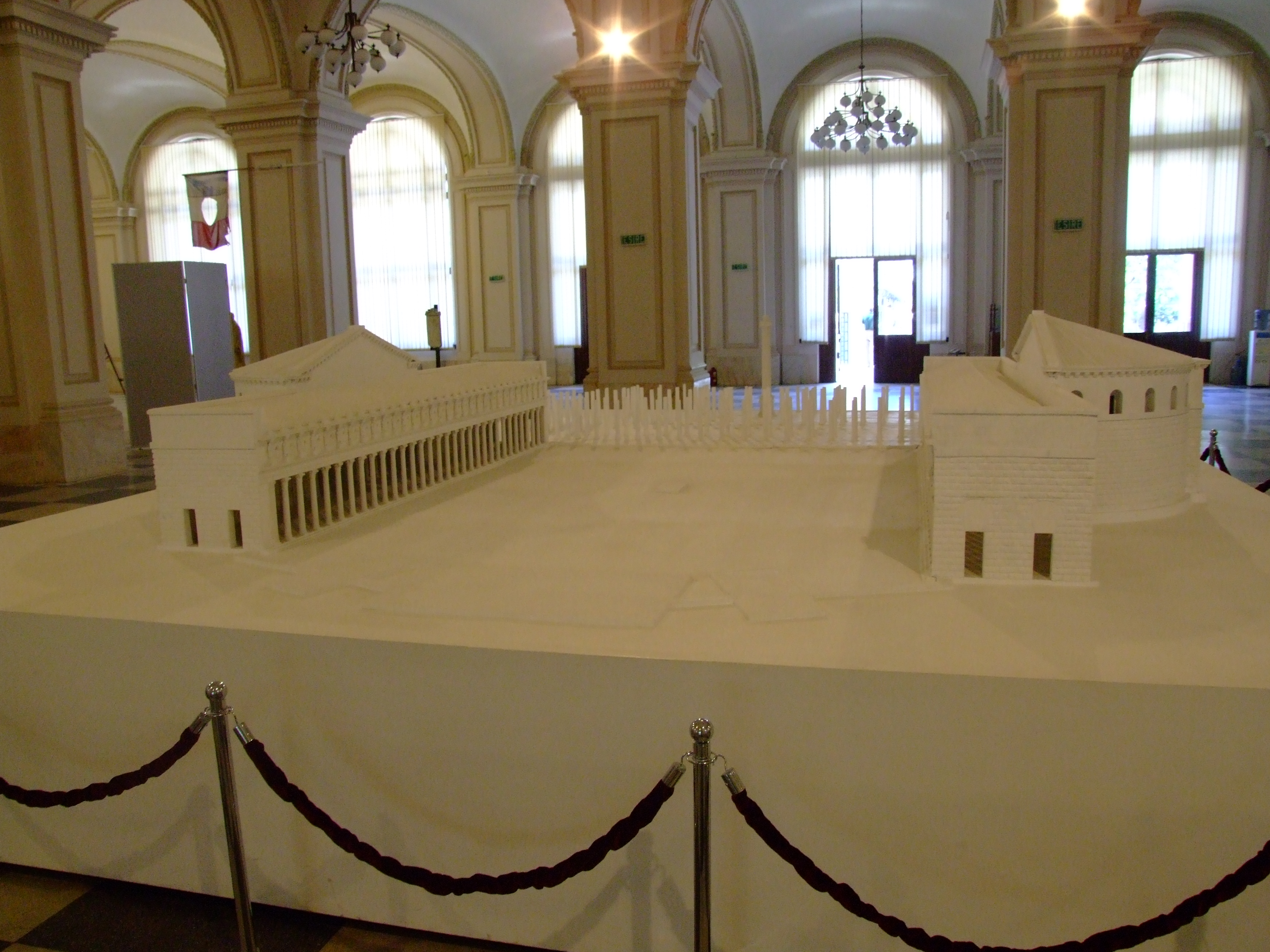
Forum de Trajan.
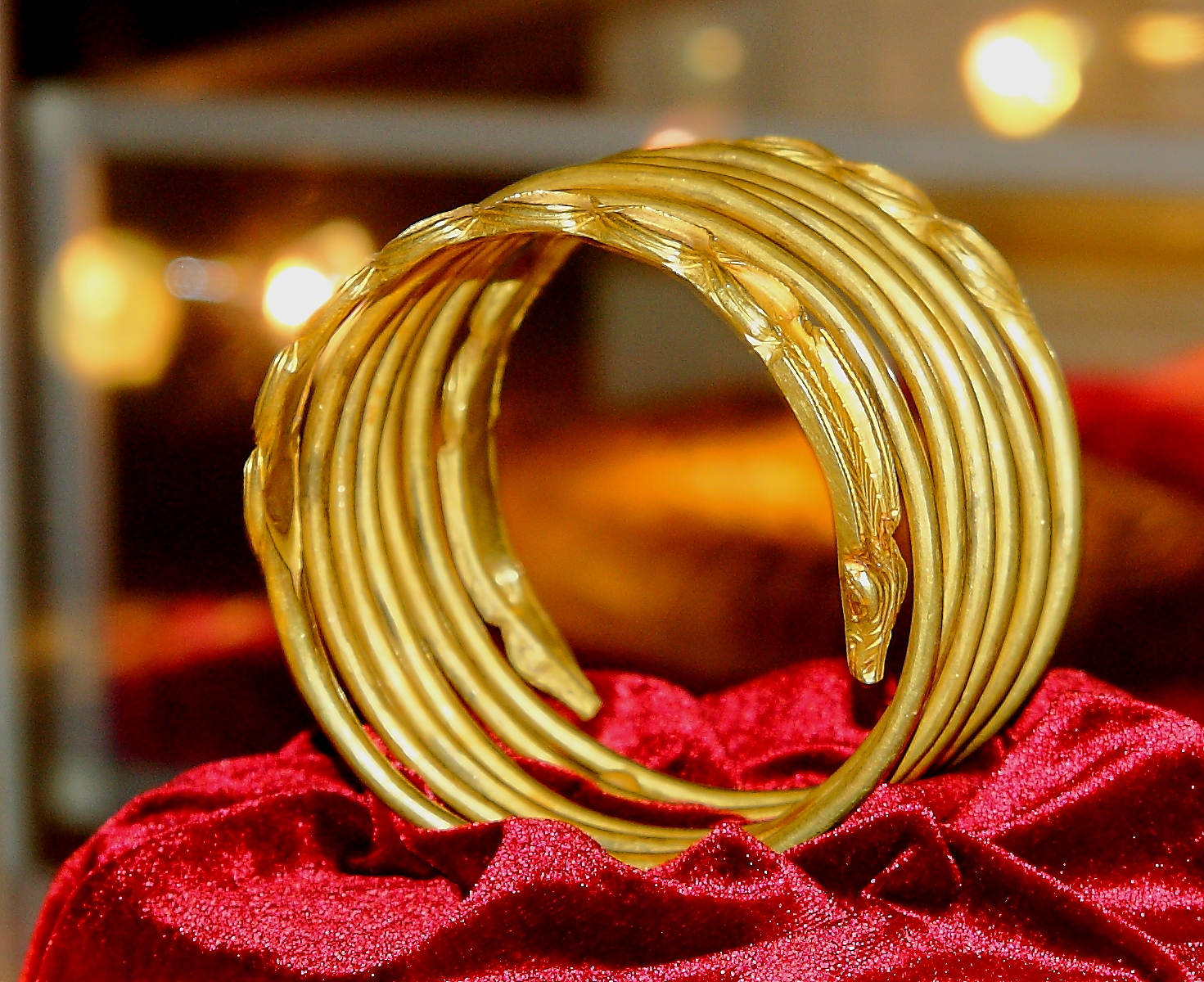
Bracelet époque des Daces.
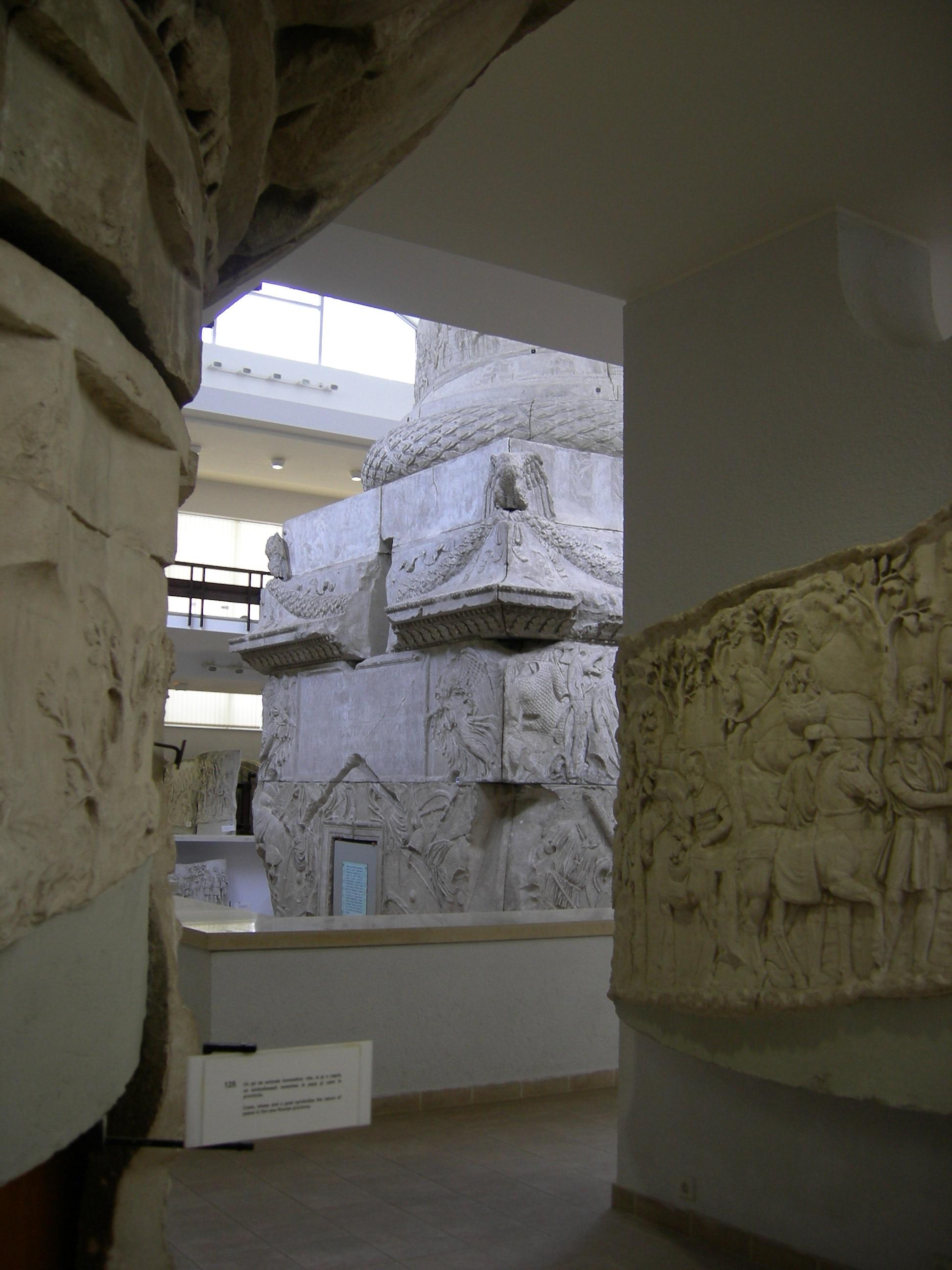
Base de la colonne Trajan.
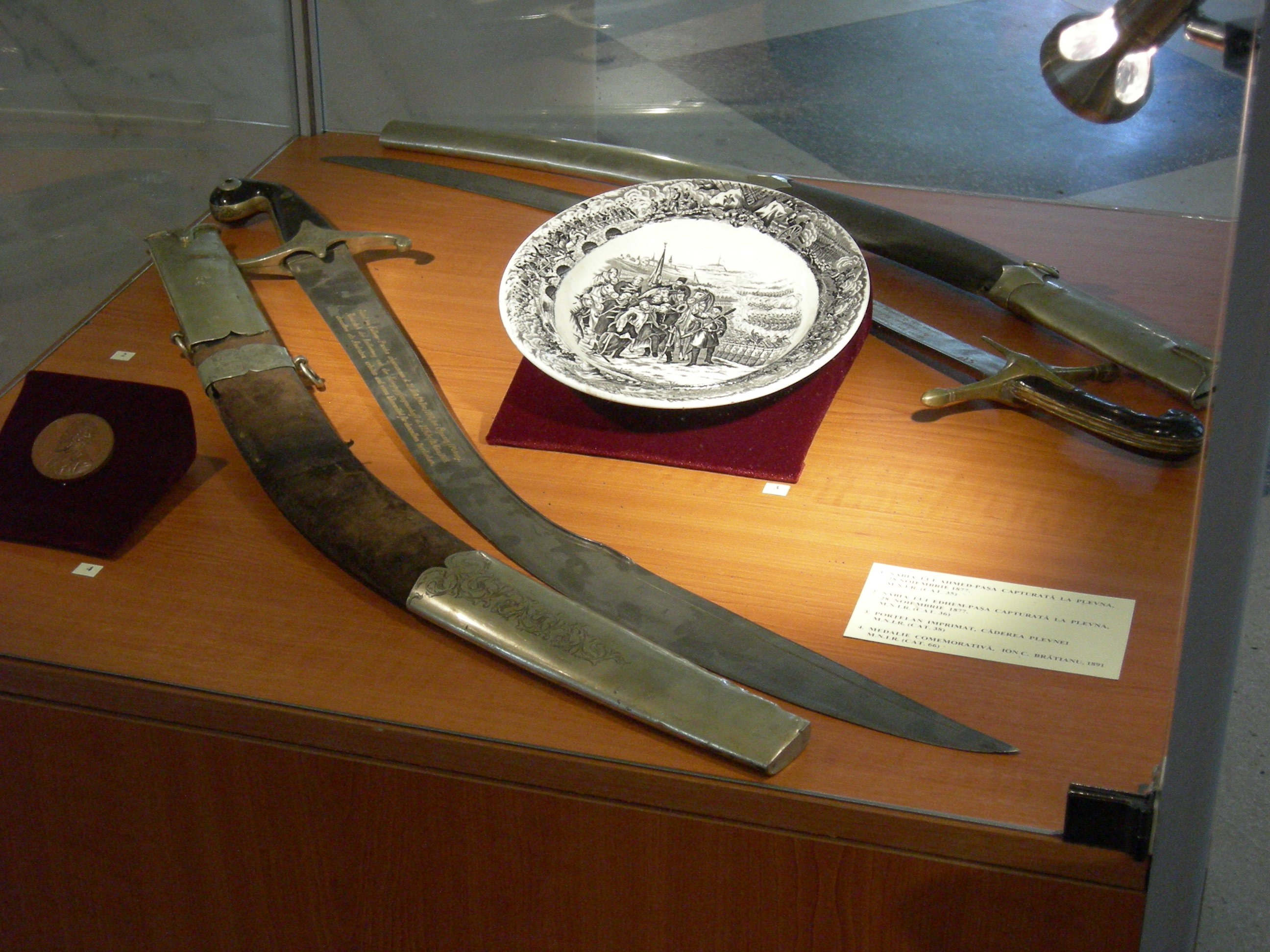
Objets provenant du siège de Plevna.
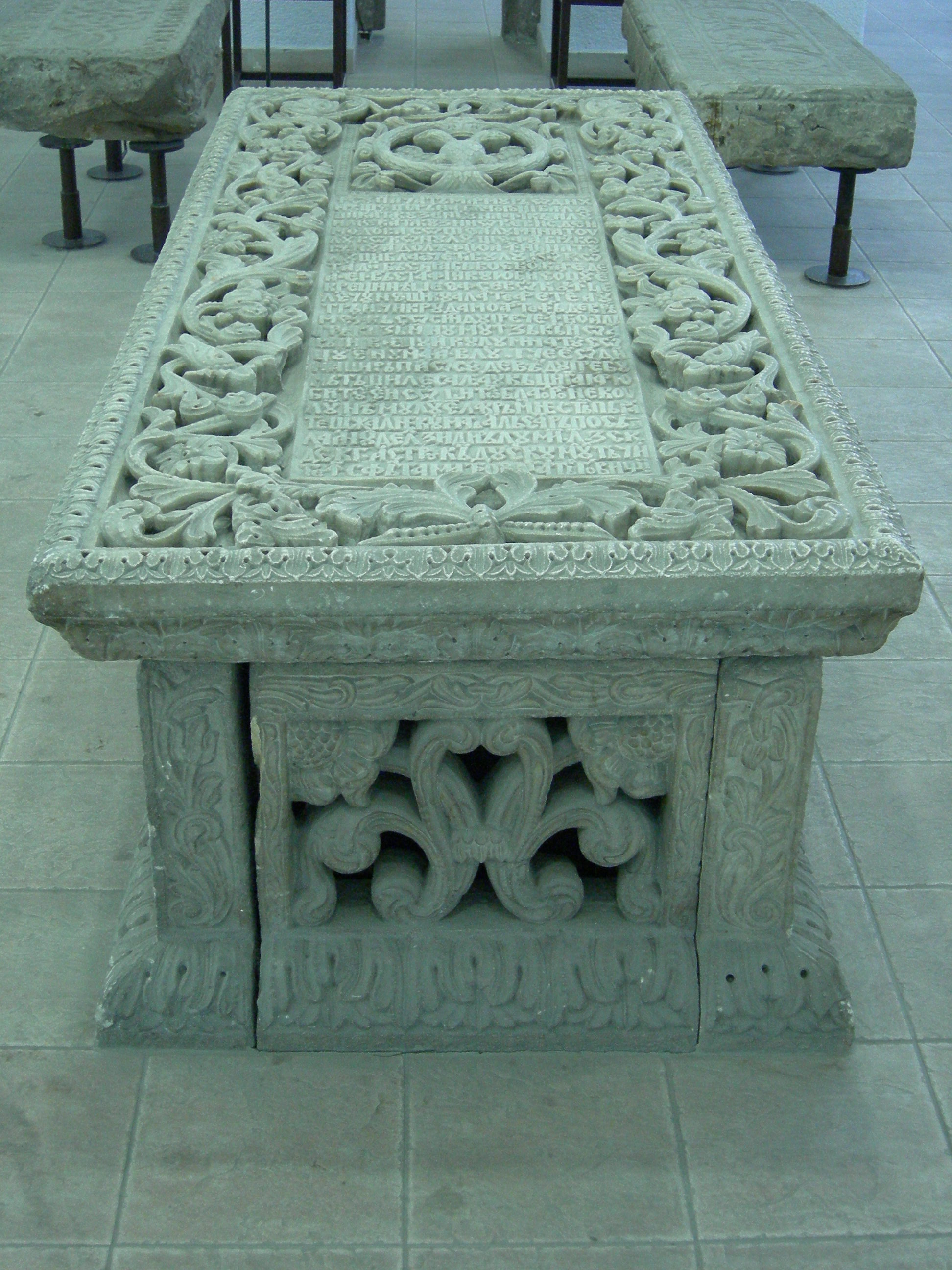
Sarcophage de souverain cantacuzène.
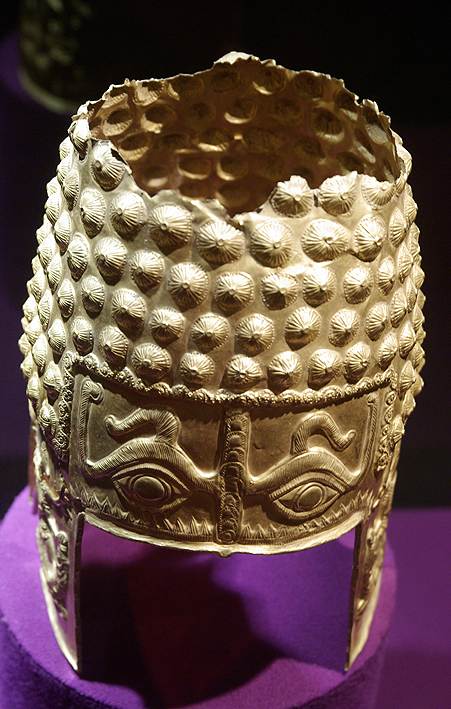
Le casque de Cotofenesti.